# Mycetophila guatensis
Mycetophila guatensis är en tvåvingeart som beskrevs av Lane 1955. Mycetophila guatensis ingår i släktet Mycetophila och familjen svampmyggor. Inga underarter finns listade i Catalogue of Life.